# Euclymene mossambica
Euclymene mossambica är en ringmaskart som först beskrevs av Francis Day 1957.  Euclymene mossambica ingår i släktet Euclymene och familjen Maldanidae.
Artens utbredningsområde är Moçambique. Inga underarter finns listade i Catalogue of Life.